# اداره ثبت اختراع

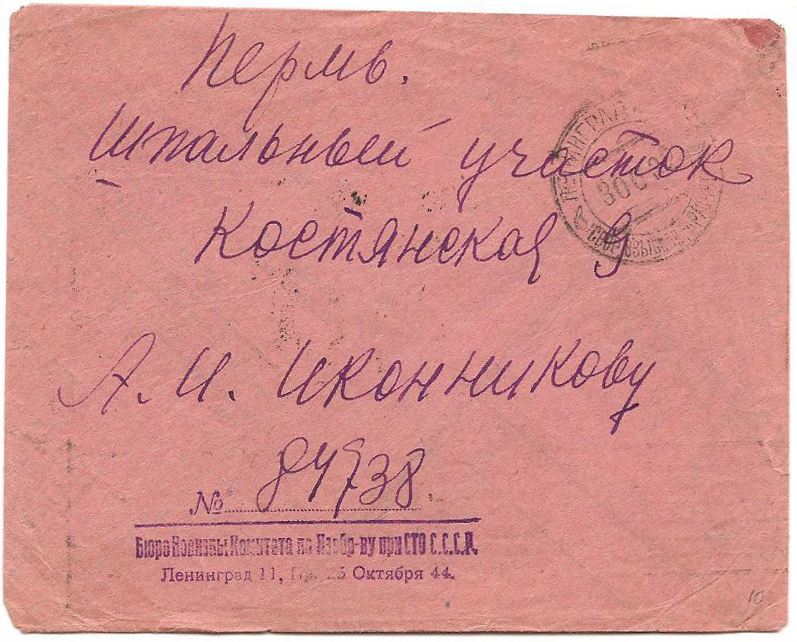
اداره ثبت اختراع

اداره ثبت اختراع سازمانی دولتی یا بین‌دولتی است که صدور گواهی‌نامه‌های ثبت اختراع را بر عهده دارد و با تأیید تقاضانامه‌های ثبت‌پذیر از آنها پشتیبانی حقوقی می‌کند.
روند رجوع به این اداره‌ها معمولاً بدین صورت است که مخترع با استفاده از مشاوره‌های تخضصی مدارک ثبت اختراع خود را تدوین و با ارسال آن یا مراجعه حضوری به اداره ثبت اختراع، توسط وکیل رسمی دادگستری فرایند ثبت اختراع را به انجام می رساند.
برپایه روند موجود در ایران:

در صورت قبول اختراع مراتب ثبت اختراع به صورت آگهی تهیه شده و جهت درج در روزنامه رسمی کشور تحویل متقاضی یا وکیل او می‌گردد. پس از درج در روزنامه رسمی یک نسخه از روزنامه به اداره مالکیت صنعتی ارائه و گواهینامه ثبت اختراع به وسیله اداره مزبور کامل شده و یک نسخه از توصیف، ادعا و نقشه اختراع ضمیمه و قیطان‌کشی شده با امضاء مدیر کل و ممهور به مهر اداره کل ثبت شرکت‌ها و مالکیت صنعتی تسلیم متقاضی یا وکیل قانونی او می‌شود.
در صورت رد اختراع، (اخطار اداری) به متقاضی یا وکیل قانونی او ابلاغ می‌گردد. در این صورت متقاضی یا وکیل قانونی او می‌تواند ظرف ۱۰ روز از تاریخ ابلاغ رد اظهارنامه نسبت به تقدیم دادخواست و شکایت از تصمیم اداره کل مالکیت صنعتی به مراجع ذی‌صلاح قضایی مستقر در تهران اقدام نماید. چنانچه در مدت ۱۰ روز از تاریخ ابلاغ تصمیم اداره مالکیت صنعتی نسبت به تقدیم دادخواست اقدام نشود، دیگر ادعا در مراجع ذی‌صلاح قضایی مسموع نخواهد بود.